# Claudio Bosia
Claudio Bosia (Sorengo, 17 aprile 1983) è un ex sciatore freestyle svizzero naturalizzato italiano.

## Biografia
Nato a Sorengo, nel Canton Ticino, nel 1983, gareggiava per l'Italia.
Nel 2005 ha preso parte ai Mondiali di Ruka, in Finlandia, terminando 30° nelle gobbe e 17° nelle gobbe in parallelo.
L'anno successivo ha partecipato ai Giochi olimpici di Torino 2006, nella gara di gobbe, chiudendo le qualificazioni al 31º posto con 19.62 punti, non riuscendo a qualificarsi per la finale, alla quale accedevano i primi 20.
Nel 2007 ha preso parte di nuovo ai Mondiali, stavolta a Madonna di Campiglio, arrivando 26º nelle gobbe e 29° nelle gobbe in parallelo
Dopo il ritiro ha svolto il lavoro di fisioterapista.